# Gunnbjörn
El Monte Gunnbjørn (en danés: Gunnbjørn Fjeld) es la montaña más alta de Groenlandia y, por lo tanto, del Reino de Dinamarca (debido a que Groenlandia es parte legítima de este estado), ubicada en la cordillera Watkins en la costa este del país, con varias otras cumbres por encima de los 3 500 m. Su altura llega a los 3 693 metros. El monte es un nunatak, un pico montañoso que emerge del territorio cubierto por un glaciar sin estar cubierto de hielo él mismo. 
Recibe su nombre de Gunnbjorn Ulfsson, el vikingo que fue el primer europeo en alcanzar Groenlandia. En las Sagas islandesas a la montaña se la denominaba Hvitsärk que significa literalmente "camisa blanca" y coincide con el nombre de uno de los hijos del legendario vikingo Ragnar Lodbrok según la saga Ragnarssona þáttr (la Historia de los hijos de Ragnar). Fue escalada por primera vez el 16 de agosto de 1935 por Augustine Courtauld, Jack Longland, Ebbe Munck, Harold G. Wager y Lawrence Wager.